# Churo Díaz
Jorge Iván Díaz Lafaurie (Urumita, 29 de mayo de 1983) es un cantante, y músico colombiano, más conocido en el mundo artístico como Churo Díaz, es hijo del también cantante vallenato Adanies Díaz. Hace parte de la generación de músicos que conformaron la llamada Nueva Ola del Vallenato, A su fanaticada se le denomina Churistas.

## Trayectoria musical
Es primo paterno del futbolista colombiano Luis Fernando Díaz.
A lo largo de su carrera musical ha lanzado un total de 13 producciones musicales junto a diferentes acordeoneros, cosechando éxitos a nivel nacional y a nivel internacional. 
Empezó su carrera en 2004, haciendo pareja con Iván Zuleta lanzando el álbum Talento Y Juventud, del cual se desprendió como éxito la canción "De Ti Me Gusta Todo", bajo el sello Sony Music Entertainment Colombia. En 2005 se unió a Coco Zuleta hijo del acordeonero Emiliano Zuleta Díaz pero no lograron lanzar el álbum que estaban preparando.
En 2006 se une a Eimar Martínez lanzando el álbum "A Mi Manera" del cual se desprendió el éxito "Lo Que Quieras Tú" y en 2007 lanzan "Esta Es La Forma", del cual no se desprendió ninguna canción importante, pero sirvió para preparar el siguiente álbum que en 2009 se tituló "A Paso Firme, La Sociedad" del cual se desprendieron éxitos como "La Carta", "La Sociedad", y "Que Tal, Que Tal", dándose a conocer más en el territorio nacional y a firmar con el sello Codiscos.
2010 y 2011 fueron años de transición en la carrera de Díaz, lanzando junto a Daniel Maestre los álbumes "Distinto" y "De Frente, Al Pie Del Cañón"  sin mucho éxito pero manteniéndose en el gran estatus obtenido en los años anteriores.
2012 marcó su unión con Lucas Dangond, lanzando "Pura Adrenalina" del cual se desprendieron éxitos como "Amor Irreversible", "Me Vale", "El Cacho", "Bajo Perfil", entre otros. 
En 2014 lanza "Homenaje a Adanies Díaz, Te Canto Con El Alma Papá" donde cantó las canciones que inmortalizaron a su padre, junto a otros artistas y acordeoneros del género como Silvestre Dangond, Peter Manjarrés, Poncho Zuleta, destacando los éxitos "Bendita Duda", "Marianita" e "Injusticia" los cuales en su época también fueron los éxitos más reconocidos en la voz de su padre. Ese mismo año Churo Díaz se une a Elías Mendoza quien había terminado su unión con Mono Zabaleta, para lanzar en 2015 "Pal Mundo" el cual tuvo éxitos "Pal Mundo", "Mi Traga", "Donde Andabas Tú", "La Santa", "De Otro Planeta" y "24/7". Continuó el éxito en 2016 lanzando "Triunfantes" con canciones como "La Historia Mas Linda", "La Llamada Clandestina", "Hipócrita", "Tema Superado", "El Gustico" y en 2017 siguió la ronda de canciones destacadas de su álbum "El Rey Guajiro" como "El Rey", "No Dañemos El Momento", "Más De Lo Normal" y "Te Lo Dije". 
En 2019 lanzó su álbum "Viral" temas como "Si Supiera", "La Bebé", "Que Le Voy A Hacer" y "Perdóname" también fueron éxitos nacionales e internacionales, toda esta ronda de éxitos catalogaron a Díaz como uno de los artistas más destacados de la escena vallenata actual.
En 2021 lanza su álbum "A La Carta" del cual se desprenden éxitos como "El Jueguito", "Relájate", "Te Escachaste", "Me Voy A Reír", "La Escapadita", "Faro En Verde" y "Al Final De La Aurora".
Ha cosechado muchos premios y certificaciones por su carrera musical, entre estos un Disco de Oro por más de 12.000 copias vendidas por su álbum "Pura Adrenalina" en 2012 junto a Lucas Dangond, un Congo de Oro en 2014, dos Premios Luna en 2013 y 2014 respectivamente en las categorías "Artista Revelación" y "Artista De La Gente", y un Disco de Platino por su álbum "A La Carta" en 2021.
-El Fuete es el álbum número 15 de Churo Díaz junto a Elías Mendoza, lanzado el 13 de septiembre de 2024, con 17 canciones que fusionan el vallenato tradicional con sonidos contemporáneos. Incluye composiciones de autores como Fernando Gómez (quien da título al disco), Tito Manjarres y Juan Fabio Lago, consolidando a Churo como uno de los referentes actuales del género.

## Discografía
- Talento Y Juventud (2004)- junto a El chiche Velásquez
- A Mi Manera  (2006)
- Esta Es La Forma (2007)- junto a Eimar Martínez
- A Paso Firme, La Sociedad (2009)- junto a Eimar Martínez
- Distinto (2010)- junto a Daniel Maestre
- De Frente Al Pie Del Cañón (2011)- junto a Daniel Maestre
- Pura Adrenalina (2012)- junto a Lucas Dangond
- Homenaje a Adanies Díaz, Te Canto Con El Alma Papá (2014)- junto a Varios Acordeoneros
- Pal Mundo (2015)- junto a Elías Mendoza
- Triunfantes'' (2016)- junto a Elías Mendoza
- El Rey Guajiro (2017)- junto a Elías Mendoza
- Viral (2019)- junto a Elías Mendoza
- A La Carta (2021)- junto a Elías Mendoza
- UNICO (2022)- junto a Elias Mendoza
- Homenaje a Adanies Díaz, Te Canto Con El Alma Papá, Vol.2 (2024)- junto a Varios Acordeoneros
- El Fuete (2024)- junto a Elías Mendoza

## Premios y reconocimientos
- Premios Luna 2013 (Ganador) - Cantante Revelación del Año.
- Premios Luna 2014 (Ganador) - Artista De La Gente
- Congo de Oro 2014 (Ganador)
- Disco de Oro por ventas del trabajo "Pura Adrenalina".
- Disco de Platino por ventas del trabajo "A La Carta".